# Riesenhonigbiene
Die Riesenhonigbiene (Apis dorsata) ist die zweitgrößte Vertreterin der acht in Asien vorkommenden Arten der Gattung der Honigbienen. Das Verbreitungsgebiet ist Indien (Assam) und Südostasien. Die eng verwandte Kliffhonigbiene als größte bekannte Art der Honigbienen, mit der Apis dorsata die Untergattung Megapis (Ashmead 1904) bildet, wird von anderen Wissenschaftlern als Unterart (Rasse) der Riesenhonigbiene eingestuft.

## Taxonomie
Die taxonomische Eingliederung der Riesenhonigbiene, ihrer Unterarten und insbesondere der Status der Kliffhonigbiene ist schwierig und zwischen verschiedenen Wissenschaftlern umstritten. Nach einer grundlegenden Veröffentlichung von Michael S. Engel (1999) handelt es sich bei der Kliffhonigbiene nicht um eine eigenständige Art, sondern nur um eine Unterart (Rasse) von Apis dorsata. Engel identifiziert neben der Kliffhonigbiene Apis dorsata laboriosa folgende weitere Unterarten der Riesenhonigbiene:
- Apis dorsata dorsata (verbreitet in Indien)
- Apis dorsata binghami Cockerell (Indonesische Risenhonigbiene, verbreitet in Malaysia, Indonesien und Osttimor)
- Apis dorsata breviligula Maa (verbreitet auf den Philippinen)

Für die Kliffhonigbiene wird in vielen Veröffentlichungen neueren Datums noch der bisherige lateinische Name Apis laboriosa und nicht Apis dorsata laboriosa verwendet. Zudem stufen z. B. Arias und Sheppard die Kliffhonigbiene aufgrund neuerer Untersuchungen mitochondrialer DNS wieder als eigenständige Art ein.

## Beschreibung

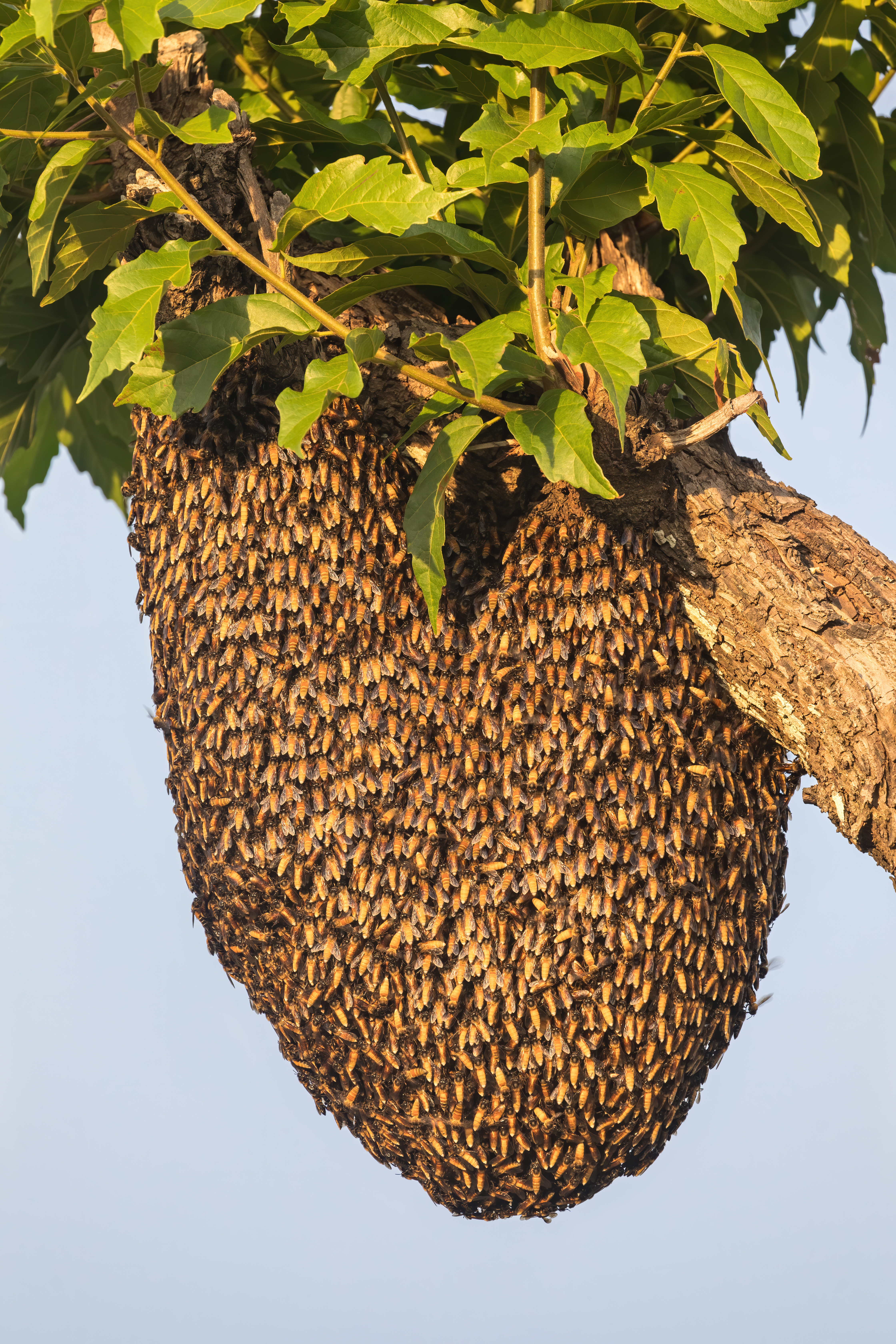
Ein Volk Riesenhonigbienen in Laos

Eine einzelne Biene hat die Größe einer europäischen Hornisse. Die Arbeiterinnen haben einen teilweise bernsteinfarbenen Hinterleib, die Königin ist schwarz. Die Völker leben in großen Kolonien ohne jeglichen Schutz im Freien. Ihr Verbreitungsgebiet ist Indien (Assam) und Südostasien. Die Biene hat einen sehr hohen Nahrungsbedarf und einen ungewöhnlichen Jahreszyklus, der zwei größere produktive Brutperioden und zwei etwa dreiwöchige Wanderperioden umfasst.
Die Tiere bauen Nester, bestehend aus einer einzigen Wabe mit einem Durchmesser von einem Meter oder mehr, bevorzugt weit oben unter dicken, meist waagrechten Ästen in den höchsten Bäumen, unter überhängenden Felsklippen, aber auch an Gebäuden. Geschützt wird die Brut in der offenen Wabe wie bei der kleinsten Honigbienenart, der Zwergbuschbiene (Apis andreniformis), nur durch eine dichte Schicht von darauf sitzenden Bienen. Normalerweise reagiert die Riesenhonigbiene sehr aggressiv auf Störungen in der Nähe des Nestes und verfügt über ein effektives Verteidigungsverhalten. Neben dem Stich können die auf den Waben sitzenden Bienen auch wellenförmige Linien- oder Spiralmuster erzeugen, indem die Bienen nacheinander die Flügel und Hinterleiber umklappen. Dies übt auf anfliegende Fressfeinde eine abschreckende Wirkung aus, verteilt aber auch Pheromone waagerecht im Mikroklima in und dicht über der Bienenschicht, die nicht durch eine äußere Begrenzung vor Winden geschützt ist. Diese Biene kann hohe Luftfeuchtigkeit, Regen, Trockenheit und Kälte gut tolerieren, reagiert aber anfällig bei Nahrungsknappheit.

## Jahreszyklus

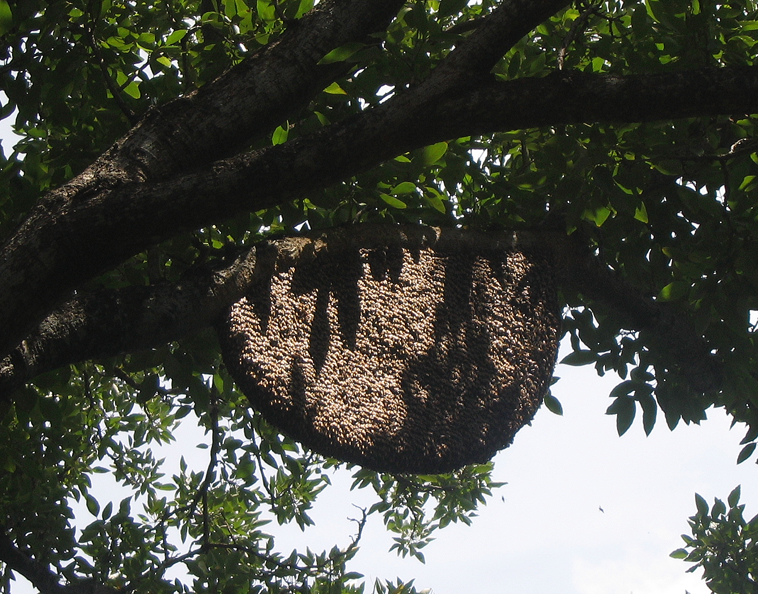

Diese Art hat einen für Bienen ungewöhnlichen Jahreszyklus, der dem von Zugvögeln vergleichbar ist. In nordostindischen Gebieten, den Bergwäldern des Himalaja, besiedelt sie zwischen April bis November sogenannte Bienenbäume, in denen oft mehrere Dutzend Kolonien sehr große Nester anlegen, die einer langen Brutphase und der Bildung neuer Schwärme dienen. Als Bienenbäume werden immer dieselben Bäume benutzt, an welche die Völker über viele Jahrzehnte gebunden scheinen. Allerdings beteiligen sich nicht alle Völker an dieser Nistform. Drohnen der Apis dorsata starten in diesem nördlichen Besiedlungsgebiet zu ihren Paarungsflügen zu Sonnenuntergang und treffen sich meist 25–30 Meter über dem Boden direkt unter den obersten, weit ausladenden Ästen von über den Restwald ragenden Bäumen.
Zu Beginn der Monsun-Regenzeit stellen die Bienen die Bruttätigkeit ein und starten einige Tage bis Wochen nach einsetzendem Regen eine Wanderphase. Da diese Bienenart sehr gut mit ergiebigen Regengüssen und auch Trockenheit und Kälte zurechtkommt, nimmt man an, dass die Wandertätigkeit mit der während der Regenfälle geringen Aktivität der Blütenpflanzen zusammenhängt. Die Bienen haben einen sehr hohen Nahrungsbedarf, der nach der Abernte der wenigen verbleibenden Blüten nicht mehr gedeckt werden kann. Im Umkreis der Bienenbäume finden sie keine geeigneten Bedingungen mehr vor. Auf der Reise wird der gesamte Honigvorrat in den Honigmägen mitgeführt und bereits am ersten Wandertag weitgehend verstoffwechselt und aufgebraucht. Die große Wachswabe wird zurückgelassen und oft von anderen Besuchern verwertet, darunter vor allem Affen, im Bodenbereich wilden Schweinen und Menschen (Bienenwachs als Rohstoff). Alte Nistplätze stehen der Biene nicht für eine erneute Besiedlung zur Verfügung. Auch außerhalb der Wanderzeit verlassen diese Bienen sehr leicht das Nest, unter anderem bei mechanischer Zerstörung der Wabe durch Erntearbeiter oder Fressfeinde.
Die Wanderung beginnt morgens mit einer sehr großen Schwarmbildung, an der sich alle Völker eines Bienenbaumes beteiligen und die auf nicht festgelegten Wanderwegen, meist entlang der Flusstäler Richtung Süden in die Sumpflandschaften des Brahmaputras führt. Die Kolonien starten immer gemeinsam, bilden dann aber kleinere Gruppen aus mehreren Völkern bis hin zu Einzelschwärmen, die sich getrennt zur Rast niederlassen. Die etwa dreiwöchige Wanderung untergliedert sich in Wandertage und darauf folgend meist einige Rasttage. An Wandertagen legen die Tiere bis zu 10 Kilometer zurück und suchen gegen Abend Rastgelegenheiten auf. Die Orientierung vor Ort erfolgt bienentypisch über Spurbienen und Schwänzeltanz, womit am Morgen von Wandertagen ein Ziel ausgemacht wird. Der neue Rastplatz ist vor jedem Flugtag bereits festgelegt. Ungeklärt ist bislang, weshalb die Schwärme Rastplätze in unmittelbarer Nähe des Menschen, menschlichen Siedlungen, Häusern oder Wirtschaftsgebäuden bevorzugen. Sie gewöhnen sich innerhalb des ersten Tages an die Anwesenheit des Menschen, stellen aber stets eine erhebliche Gefahr dar und können bei unsachgemäßem Verhalten durchaus Menschen anfallen und töten. Bewohner, deren Hütte von Bienen heimgesucht wird, warten die Zeit ab, denn die Bienen ziehen sicher weiter. Die Bienen bilden während der Rasttage eine feste Schwarmtraube, bevorzugt in Bodennähe, wobei keine Wabe gebaut wird. Die Rast dient vor allem dem Ersatz der verbrauchten Nahrung und ist umso kürzer, je schneller die Bienen die mitgeführten Vorräte auffüllen können. Bei entsprechender Blüte dauert dies nur einen Tag. Eine einzelne Biene kann pro Tag bis zu 5000 Blüten besuchen und bis zu 20 Gramm Nektar sammeln, der an die Nestgenossinnen weitergegeben wird. Da während der Wanderung keine Brut gepflegt wird, sinkt die Zahl der Individuen ständig.

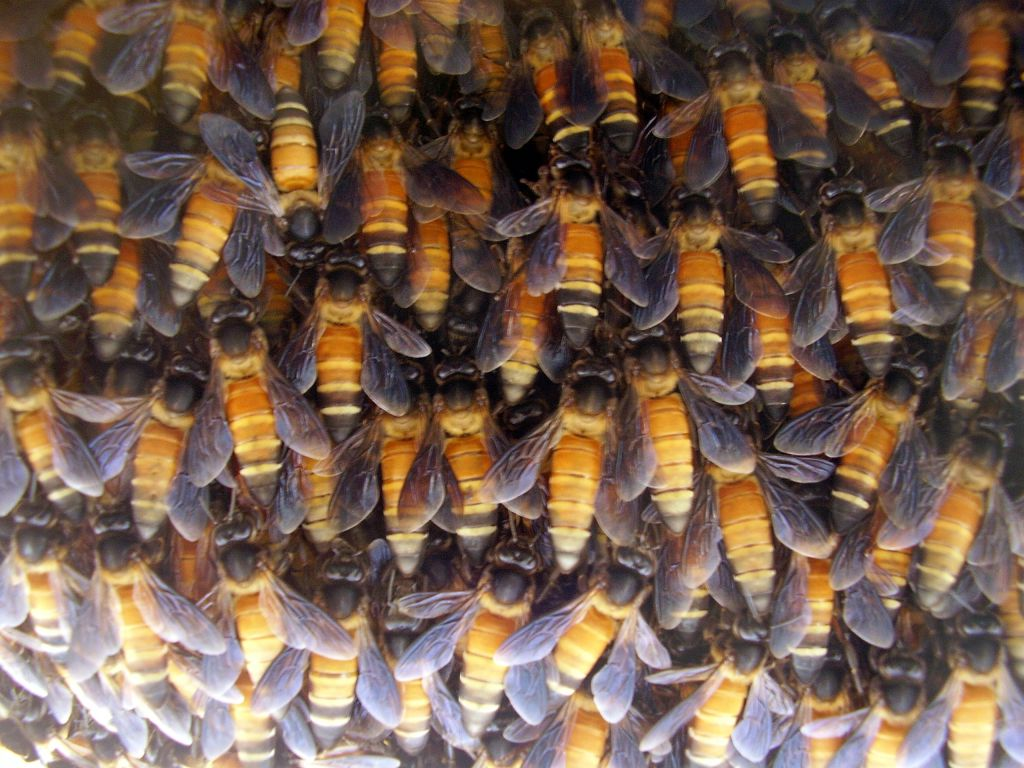
Arbeiterinnen

Angekommen in der Sumpflandschaft des Brahmaputra (Assam) werden Anfang Dezember erneut feste Bienenbäume aufgesucht, Nester angelegt und die Bruttätigkeit für eine Zeit von ca. vier Monaten aufgenommen. Auch diese Bäume sind immer dieselben. Alle reisenden Schwärme treffen sich dort innerhalb weniger Tage. Ungeklärt ist, woher die Bienen wissen, welche Bäume Bienenbäume sind und wie sie zu finden sind, denn außer der Königin lebt keine Biene lang genug, um sich an einen vorhergehenden Jahreszyklus erinnern zu können. Die Königin nimmt jedoch nicht an Spurflügen teil und auch junge Königinnen finden den Baum zielsicher. Den Schwärmen gelingt es stets, fast zeitgleich dort einzutreffen. Bienenbäume unterscheiden sich für den Menschen nicht von anderen, scheinbar gleich gut geeigneten Bäumen, die es in der Umgebung in großer Zahl gibt. Die Kolonien sind oft sehr dicht gedrängt nebeneinander entlang der Äste angesiedelt. Allerdings suchen nicht alle Völker Bienenbäume auf. Auch in dieser produktiven Phase kommen Einzelnester in Nähe menschlicher Behausungen und auch in Bodennähe vor.
Während der Brutphase kann ein Schwarm täglich um bis zu 100 Individuen anwachsen und die Waben vergrößern sich schnell. Als natürliche Nahrungsquelle dienen vor allem Bombax-Bäume, eine Gattung der Wollbaumgewächse, die zu dieser Zeit in Blüte stehen und dem Honig ein typisches Aroma verleihen. Ebenfalls als ergiebige Nahrungsquelle steht der Senf zur Verfügung, der in der regionalen Landwirtschaft eine große Rolle spielt und innerhalb von drei Wochen nach der Aussaat zur Blüte gelangt. Die Biene ist für die Bestäubung des Senfs unersetzlich. Im März stellt sich in dieser Landschaft die Trockenzeit ein, in der die Blühtätigkeit des Bombax zum Erliegen kommt. Die Bienen beginnen dann eine zweite dreiwöchige Wanderung Richtung Norden und vollenden ihren Jahreszyklus.

## Feinde
Vom Menschen abgesehen hat diese Art aufgrund ihrer aggressiven und gefährlichen Verhaltensweisen kaum Feinde aus dem Bereich der Säugetiere. Natürliche Feinde sind einige räuberische Wespenarten und Bienenfresser, darunter vor allem der Blaubartspint, der sich im nördlichen Verbreitungsgebiet auf diese Art spezialisiert hat. Er fliegt dicht neben den Nestern und provoziert für ihn ungefährliche Stiche ins Gefieder, bei denen die Bienen mit ihren ca. 3 mm langen Stacheln stecken bleiben. Danach entfernt er sich aus dem Aktivitätsbereich der Nester, pickt die Tiere vom Gefieder und entfernt vor dem Fressen die Stacheln. Er besucht auch verlassene Nester und frisst aufgegebene Brut, Honigreste und Wachs. Die größeren Wespenbussarde räubern auch voll besetzte Nester, da ihr Gefieder ebenfalls die Stiche abhält. Einige Weberameisenarten verwerten tote oder sterbende Bienen unter den Bäumen als Nahrung für ihre Brut. Säugetiere halten sich von den Bienenbäumen fern. Affen fressen gelegentlich verlassene, honigtragende Einzel-Nester, denn die Biene lässt ihre Wabe bei Brandgeruch oder mechanischer Störung schnell zurück. Insbesondere in der Trockenzeit gibt es Vegetationsbrände, die zum Verlassen und gelegentlich auch zur völligen Zerstörung bodennaher Waben führen.

## Menschen und Riesenhonigbiene
Bienenbäume gelten bei der Bevölkerung der Andamanen als heilig und sind Gegenstand der Verehrung. Oft werden kleine Schreine für religiöse oder naturreligiöse Handlungen angelegt. Die Standorte der Bienenbäume werden vor Fremden geheim gehalten. Auch der Honig dient spirituellen Zwecken.
Es gibt eine alte Tradition, von diesen wilden Bienen mit ihren meist weithin sichtbaren Nestern Honig zu ernten. Der Vorgang wird als Honigjagd bezeichnet und ist nicht ungefährlich. Der Einsatz von Rauch und Wickeltüchern ist oft der einzige Schutz gegen die Stiche. Der Erntearbeiter klettert in große Höhe, nähert sich sehr vorsichtig, schneidet die frei hängende Wabe ab, legt sie in einen Korb und lässt sie mit einem Seil hinunter. Die Bienen folgen der Wabe und müssen unten durch Rauch zerstreut werden. Wegen der hohen Aggressivität und fehlender Schutzkleidung besteht die Kunst der Honigjäger darin, die Attacke durch sehr behutsame Handlungen zu vermeiden, damit ihn keine der Wächterbienen als Honigdieb erkennt und die zum Angriff notwendigen Signalstoffe frei setzt. Geschieht dies dennoch, beteiligen sich meist die Bienen der Nachbarnester gleich mit. Unfälle entstehen, wenn sich Honigjäger in großer Höhe nicht schnell genug entfernen können, in Panik geraten und hinabstürzen. Der Honig gilt als wertvoll und hat in den südlichen Gebieten ein sehr typisches Aroma, das auf die Bombax-Blüte zurückgeht. In den nördlichen Gebieten ist er ähnlich wie tropischer Mischhonig von schwankender Qualität.
Die Onge verwenden den Saft von Orophea katschallica, um die Bienen zu beruhigen, während sie den Honig entnehmen.
Die Honigernte auf Timor aus den Nestern der Riesenhonigbiene findet zweimal im Jahr statt. Sie wird von verschiedenen Ritualen begleitet.